# Station Montferrand-Thoraise
Station Montferrand-Thoraise is een spoorweghalte in de Franse gemeente Montferrand-le-Château. Zij wordt bediend door treinen van het netwerk TER Bourgogne-Franche-Comté op de verbindingen   Besançon  - Lons-le-Saunier of Bourg-en-Bresse.